# Mars van Diekirch

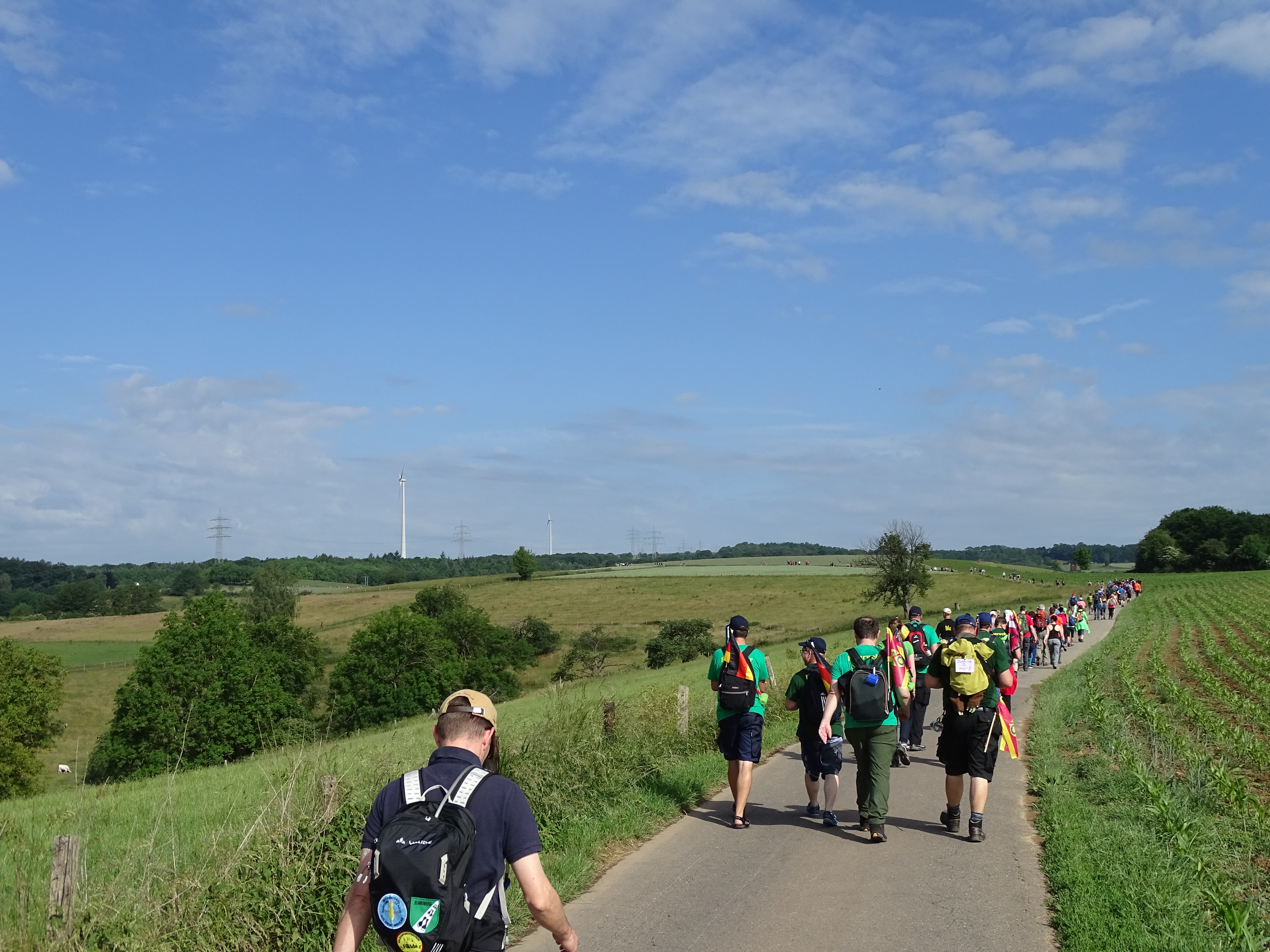
Mars van Diekirch, de grootste mars van Luxemburg

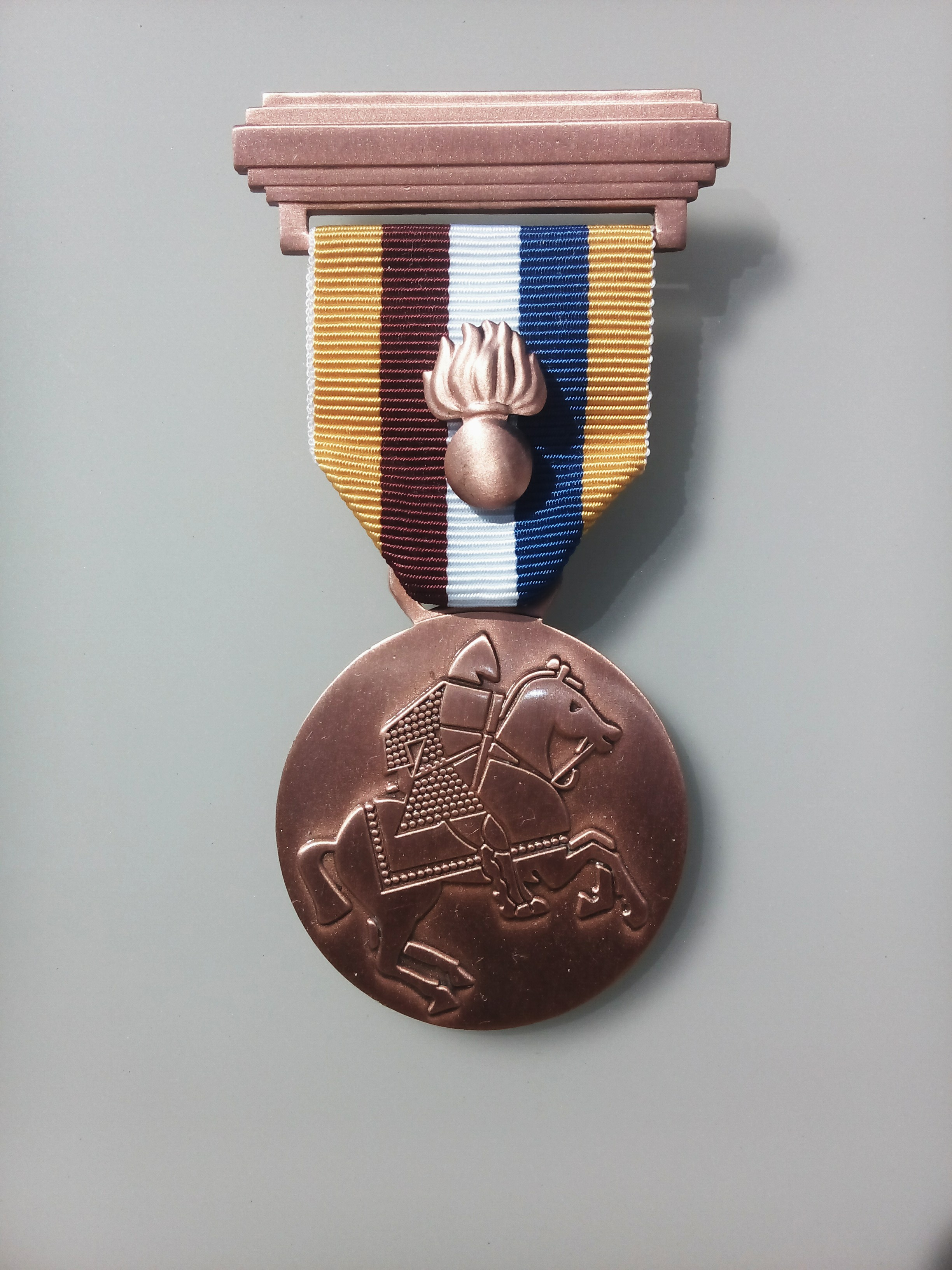
Medaille met het drukknopje van de ontbrandende granaat, zoals uitgereikt bij het behalen van 2x20 km

De Mars van Diekirch (Frans: Marche internationale de Diekirch) is een tweedaagse wandeling, die jaarlijks in mei wordt georganiseerd vanuit de Luxemburgse Stad Diekirch. De mars, die oorspronkelijk door het Luxemburgse leger werd georganiseerd, werd in 1968 voor het eerst gehouden. Er verschenen dat jaar 267 deelnemers aan de start. In de 21ste eeuw groeide dit aantal tot jaarlijks zo'n 7 a 8 duizend mensen. Sinds de oprichting hebben er meer dan 250.000 wandelaars aan het evenement meegedaan.
De wandeltocht kan in vier categorieën gelopen worden. Om een medaille te kunnen verdienen dient er minstens 20 kilometer gewandeld te worden. Om er ook nog een drukknopje op te kunnen verdienen, met ofwel een granaat ofwel twee gekruiste kanonnen, dient er ten minste een afstand van 20 kilometer op beide dagen te worden afgelegd. Alle etappes beginnen en eindigen elke dag op hetzelfde punt, en leiden de wandelaar door de heuvels rondom Diekirch. Logistieke ondersteuning wordt tijdens het evenement geleverd door de Luxemburgse strijdkrachten.
| Categorie | Kilometers | Totaal | Medaille | Drukknopje           |
| --------- | ---------- | ------ | -------- | -------------------- |
| A         | 2×40 km    | 80     | Ja       | Gekruiste kanonnen   |
| B         | 2×20 km    | 40     | Ja       | Ontbrandende granaat |
| C         | 1×20 km    | 20     | Ja       | Geen                 |
| D         | 1×12 km    | 12     | Nee      | -/-                  |